# Maria Kownacka
Maria Kownacka (* 11. September 1894 in Słup; † 27. Februar 1982 in Warschau) war eine polnische Schriftstellerin, Übersetzerin und Herausgeberin, die sich auf Kinderliteratur spezialisiert hatte. Sie war eine langjährige Autorin von Płomyk.

## Biografie
Kownacka wurde am 11. September 1894 in Szczawin Kościelny, geteiltes Polen geboren. Im Alter von 18 Jahren wurde sie Dorfschullehrerin und unterrichtete ab 1914 in Dębowa Góra. Von 1915 bis 1918 arbeitete sie als Lehrerin in Minsk, wo sie auch Literatur studierte. Da sie auf Polnisch unterrichtete, wurden ihre Aktivitäten als Teil des illegalen Untergrunds betrachtet. Etwa zu dieser Zeit begann sie auch ihre Karriere als Schriftstellerin. Später gründete sie ihre eigene Schule in Krzywda auf dem Grundstück eines Verwandten. Da sie nicht über genügend Geld verfügte, um Bücher zu kaufen, schrieb sie ihre eigenen Geschichten für die Kinder auf.
Im Jahr 1919 debütierte sie als Schriftstellerin und veröffentlichte ihre ersten Werke in den Kinderzeitschriften Płomyk und Płomyczek.
Aufgrund einer Halskrankheit war sie gezwungen, ihre angehende Karriere als Lehrerin aufzugeben. Sie zog nach Warschau, wo sie als Bibliothekarin im Ministerium für Landwirtschaft und ländliche Entwicklung arbeitete und sich für die Bildung von Kindern einsetzte, indem sie in der Arbeitervereinigung der Kinderfreunde aktiv war. 1931 zog sie in ein Haus in Żolibórz, das später ein ihr gewidmetes Museum werden sollte. In diesem Jahr veröffentlichte sie auch den ersten Teil ihres bekanntesten Werks, Plastusiowy pamiętnik, in Płomyk (wörtlich: Tagebuch eines Plasteline-Mannes, über die Abenteuer einer kleinen roten Figur aus Knetmasse). Es wurde 1936 in Buchform veröffentlicht und wurde zu einem der Klassiker der polnischen Kinderliteratur und Teil des polnischen Grundschullehrplans.
Bis 1939 veröffentlichte sie acht Bücher, darunter eine Sammlung von Kurzgeschichten für Kinder. Außerdem war sie Chefdramaturgin des Puppentheaters Teatr Baj.
Im besetzten Polen engagierte sie sich in der Untergrundpädagogik für Kinder und schrieb auch während des Warschauer Aufstands weiterhin Kindergeschichten für die Untergrundpresse. Während dieser Zeit arbeitete sie an der vom Widerstand herausgegebenen Kinderzeitschrift Jawnutka mit.
Sie starb am 27. Februar 1982 in Warschau. Sie wurde auf dem Powązki-Friedhof beigesetzt.

## Werke (Auswahl)
- 1964: Der goldene Bernstein
- 1970: Hörnlein, der Rehbock aus dem Roztoka-Tal
- 1973: Die Abenteuer eines Knetemännleins
- 1974: Hinter der Hecke